# Liste der Straßen und Plätze in Trachenberge

Lage der Gemarkung Trachenberge in Dresden

Die Liste der Straßen und Plätze in Trachenberge beschreibt das Straßensystem im Dresdner Stadtteil Trachenberge mit den entsprechenden historischen Bezügen. Aufgeführt sind Straßen, die im Gebiet der Gemarkung Trachenberge liegen. Kulturdenkmale in der Gemarkung Trachenberge sind in der Liste der Kulturdenkmale in Trachenberge aufgeführt.
Trachenberge ist Teil des statistischen Stadtteils Pieschen-Nord/Trachenberge, der wiederum zum Stadtbezirk Pieschen der sächsischen Landeshauptstadt Dresden gehört. Wichtigste Straße in Trachenberge ist die Bundesautobahn 4, an die im äußersten Nordwesten des Stadtteilgebiets die Moritzburger Landstraße und Großenhainer Straße (Staatsstraße 179) über die Anschlussstelle Wilder Mann angebunden sind. Durch den äußersten Südosten Trachenberges führt die Radeburger Straße (Bundesstraße 170). Insgesamt gibt es in Trachenberge 17 benannte Straßen, die in der folgenden Liste aufgeführt sind.

## Legende
Die nachfolgende Tabelle gibt eine Übersicht über die vorhandenen Straßen und Plätze im Ortsteil sowie einige dazugehörige Informationen. Im Einzelnen sind dies:
- Name/Lage: Aktuelle Bezeichnung der Straße oder des Platzes sowie unter ‚Lage‘ ein Koordinatenlink, über den die Straße oder der Platz auf verschiedenen Kartendiensten angezeigt werden kann. Die Geoposition gibt dabei ungefähr die Mitte der Straße an.
- Länge/Maße in Metern: Die in der Übersicht enthaltenen Längenangaben sind nach mathematischen Regeln auf- oder abgerundete Übersichtswerte, die in Google Earth mit dem dortigen Maßstab ermittelt wurden. Sie dienen eher Vergleichszwecken und werden, sofern amtliche Werte bekannt sind, ausgetauscht und gesondert gekennzeichnet. Bei Plätzen sind die Maße in der Form a × b dargestellt. Der Zusatz ‚im Stadtteil‘ bzw. ‚im Ortsteil‘ gibt an, wie lang die Straße innerhalb des Stadt-/Ortsteils ist, sofern sie durch mehrere Stadt-/Ortsteile verläuft.
- Namensherkunft: Ursprung oder Bezug des Namens.
- Jahr der Benennung: Zeitpunkt, zu dem die Straße ihren heute gültigen Namen erhielt (sofern bekannt).
- Anmerkungen: Weitere Informationen bezüglich anliegender Institutionen, der Geschichte der Straße, historischer Bezeichnungen, Baudenkmalen usw.
- Bild: Foto der Straße.

## Straßenverzeichnis
| Name/Lage                    | Länge/Maße | Namensherkunft                                                                                                  | Jahr der Benennung | Anmerkungen | Bild                                     |
| ---------------------------- | ---------- | --- | ------------------ | --- | ---------------------------------------- |
| Albert-Hensel-Straße Lage    |            | Albert Hensel (1895–1942), Dresdner Antifaschist                                                                |                    | Die Albert-Hensel-Straße hieß nach dem nahegelegenen Maria-Anna-Kinderhospital zunächst Maria-Anna-Straße und erhielt nach 1945 den heutigen Namen. | Albert-Hensel-Straße mit Weinbergskirche |
| Am Hellerhof Lage            |            | Hellerhof, ehemalige Eselzuchtstätte und SS-Kaserne                                                             |                    | | Am Hellerhof                             |
| Diebweg Lage                 |            | Dieb |                    | Diebsteig | Diebweg                                  |
| Döbelner Straße Lage         |            | Döbeln, Stadt im Landkreis Mittelsachsen                                                                        | 1897               | Die Döbelner Straße hieß ab 1885 zunächst Hermannstraße nach dem ortsansässigen Rentier Friedrich Hermann Müller (1819–1898), dem an dieser Straße ein Weinbergschlösschen gehörte und der Trachenberge mit verschiedenen Stiftungen unterstützte. Nach der Eingemeindung nach Dresden erhielt die Straße ihren heutigen Namen. | Döbelner Straße                          |
| Drachenschlucht Lage         |            | Flurname Drachenschlucht                                                                                        |                    | |                                          |
| Großenhainer Straße Lage     |            | Großenhain, Stadt im Landkreis Meißen                                                                           |                    | |                                          |
| Hammerweg Lage               |            | Wegzeichen T, das volkstümlich zu einem Hammer umgedeutet wurde                                                 |                    | |                                          |
| Hellerhofstraße Lage         |            | Hellerhof, ehemalige Eselzuchtstätte und SS-Kaserne                                                             |                    | |                                          |
| Kändlerstraße Lage           |            | Bernhard Adolf Kändler († 1880), Rittergutsbesitzer, Schöpfer des Bebauungsplanes Wilder Mann                   |                    | |                                          |
| Kalkreuther Straße Lage      |            | Kalkreuth, Ortsteil der Gemeinde Ebersbach im Landkreis Meißen                                                  |                    | |                                          |
| Lauterbacher Straße Lage     |            | Lauterbach, Ortsteil der Gemeinde Ebersbach im Landkreis Meißen                                                 |                    | | Lauterbacher Straße                      |
| Maxim-Gorki-Straße Lage      |            | Maxim Gorki (1868–1936), (Alexej Maximowitsch Peschkow), russischer Schriftsteller                              |                    | Die Straße hieß zunächst Marienhofstraße nach dem dortigen Marienhof, einer Besserungsanstalt für Jugendliche, die später als städtisches Kinderheim diente. Nachdem das Heim 1949 nach Maxim Gorki benannt wurde, erhielt auch die Straße ihren heutigen Namen.                                                                |                                          |
| Moritzburger Landstraße Lage |            | Landstraße nach Moritzburg, nordwestliche Nachbargemeinde Dresdens                                              |                    | Die Moritzburger Landstraße ging aus dem Oberreichenberger Steig hervor, dem alten Kommunikationsweg von Dresden über den Wilden Mann durch die Junge Heide nach Reichenberg. |                                          |
| Radeburger Straße Lage       |            | Radeburg, nördliche Nachbarstadt von Dresden                                                                    |                    | Die Radeburger Straße ist die Bundesstraße 170 und Teil des alten Überlandwegs von Dresden über Rähnitz nach Radeburg. |                                          |
| Schützenhofstraße Lage       |            | Schützenhof (Sitz der Sächsischen Landeszentrale für politische Bildung)                                        |                    | |                                          |
| Stauffenbergallee Lage       |            | Claus Schenk Graf von Stauffenberg (1907–1944), Oberst der Wehrmacht, Gegner des Naziregimes, Hitler-Attentäter |                    | Die Stauffenbergallee ist die Haupterschließungsstraße der Kasernen der Albertstadt sowie Teil der Verbindung zwischen Autobahn 4 und Waldschlößchenbrücke. |                                          |
| Weinbergstraße Lage          |            | Frühere Trachenberger Weinberge                                                                                 |                    | Die Weinbergstraße ist durch eine Kleingartensparte unterbrochen. | Weinbergstraße                           |